# Toveralen
Toveralen (Nettastomatidae) zijn een familie van straalvinnige vissen uit de orde van Palingachtigen (Anguilliformes).

## Geslachten
- Facciolella Whitley, 1938
- Hoplunnis Kaup, 1860
- Nettastoma Rafinesque, 1810
- Nettenchelys Alcock, 1898
- Saurenchelys W. K. H. Peters, 1864
- Venefica D. S. Jordan & B. M. Davis, 1891